# Netto (Les Mousquetaires)
 For alternative betydninger, se Netto. (Se også artikler, som begynder med Netto)
Netto er en fransk supermarkedskæde ejet af Les Mousquetaires gruppen. Førhen hed supermarkedskæden Comptoir des Marchands. Kæden skiftede navn til Netto i 2001. Fra 2009 er der over 400 Netto-butikker i Frankrig. Der er også Netto-butikker i Portugal og Spanien.
Supermarkedskæden er hverken ejet eller har andet end navnet at gøre med Netto ejet af Salling Group.

## Les Mousquetaires
Netto kontrolleres af Les Mousquetaires, ejerne af supermarkedskæden Intermarché. Les Mousquetaires har skabt følgende firmaer:
- Intermarché (Supermarked)
- Bricomarché ("Gør det selv" butikker)
- Restaumarché (Restauranter)
- Ecomarché